# Daryl Janmaat
Daryl Janmaat (Leidschendam, 1989. július 22. –) holland válogatott labdarúgó, jelenleg a Watford hátvédje.

## Statisztika
2014. május 8-i adatok
| Klub teljesítmény | Klub teljesítmény | Klub teljesítmény | Bajnokság | Bajnokság | Kupa  | Kupa | Nemzetközi | Nemzetközi | Egyéb | Egyéb | Összesen | Összesen |
| Szezon            | Klub              | Bajnokság         | Mérk.     | Gól       | Mérk. | Gól  | Mérk.      | Gól        | Mérk. | Gól   | Mérk.    | Gól      |
| ----------------- | ----------------- | ----------------- | --------- | --------- | ----- | ---- | ---------- | ---------- | ----- | ----- | -------- | -------- |
| 2007–08           | Den Haag          | Eerste Divisie    | 25        | 2         | 1     | 0    | –          | –          | 7     | 1     | 33       | 3        |
| 2008–09           | Heerenveen        | Eredivisie        | 10        | 0         | 1     | 0    | 1          | 0          | –     | –     | 12       | 0        |
| 2009–10           | Heerenveen        | Eredivisie        | 28        | 0         | 3     | 1    | 4          | 1          | 1     | 0     | 36       | 2        |
| 2010–11           | Heerenveen        | Eredivisie        | 24        | 3         | 1     | 0    | –          | –          | –     | –     | 25       | 3        |
| 2011–12           | Heerenveen        | Eredivisie        | 22        | 2         | 5     | 1    | –          | –          | –     | –     | 27       | 3        |
| 2012–13           | Feyenoord         | Eredivisie        | 33        | 3         | 2     | 0    | 4          | 0          | –     | –     | 39       | 3        |
| 2013–14           | Feyenoord         | Eredivisie        | 30        | 2         | 4     | 0    | 1          | 0          | –     | –     | 35       | 2        |
| Összesen          | Hollandia         | Hollandia         | 172       | 12        | 17    | 2    | 10         | 1          | 8     | 1     | 207      | 16       |
| Karrier összesen  | Karrier összesen  | Karrier összesen  | 172       | 12        | 17    | 2    | 10         | 1          | 8     | 1     | 207      | 16       |

## Sikerei, díjai
Heerenveen
- Holland kupagyőztes (1): 2008–09

## Fordítás
Ez a szócikk részben vagy egészben  a   Daryl Janmaat című angol Wikipédia-szócikk fordításán alapul.  Az eredeti cikk szerkesztőit annak laptörténete sorolja fel. Ez a jelzés csupán a megfogalmazás eredetét és a szerzői jogokat jelzi, nem szolgál a cikkben szereplő információk forrásmegjelöléseként.